# Unistalda
Unistalda là một đô thị thuộc bang Rio Grande do Sul, Brasil. Đô thị này có diện tích 602,389 km², dân số năm 2007 là 2392 người, mật độ 3,97 người/km².